# M16
Oprindeligt designet af Eugene Stoner, ansat hos ArmaLite.
M16 er det amerikanske militærs betegnelse for den riffelfamilie, der er afledt fra ArmaLite AR-15 designet, og yderligere udviklet af Colt's Manufacturing Company.
Riflen er et automatvåben, der benytter 5.56 x 45 mm NATO-ammunition. Den har været den foretrukne infanteririffel i det amerikanske militær siden 1967 og er i brug i 15 NATO-lande. Riflen er det mest producerede kaliber 5.56 mm-skydevåben.
Der er sket en stor udvikling fra den første fejlbehæftede version, fra Vietnamkrigens dage, til den nyeste version, M16A4, som erstattede M14-riflen, da produktionen af denne ophørte.

## Versioner
- Automatrifler
  - M16A1
  - M16A2
  - M16A3
  - M16A4
- Automatkarabiner
  - XM177
  - M4